# ناقل یون
ناقل یون (انگلیسی: Ion transporter) یا پمپ یونی گروهی از پروتئین تراپوسته‌ای غشای سلول هستند که معمولاً نسبت به بعضی یون‌ها مثل +Na، +K، +Ca و -Cl بسیار گزینشی رفتار می‌کنند و آنها را برخلاف غلظتشان در عرض غشای سلول منتقل می‌کنند. این پمپ‌ها نقش مهمی در ایجاد پتانسیل عمل و پتانسیل استراحت غشای سلول دارند مانند پمپ سدیم/پتاسیم.
پروتئین‌های حامل (ناقل یون) برای جابجایی موادی عمل می‌کنند که در غیر این صورت نمی‌توانستند از لایهٔ دوطبقه چربی نفوذ کنند. گاهی نیز این پروتئین‌های حامل مواد را در جهتی خلاف جهت پخش طبیعی آنها جابجا می‌کنند که «انتقال فعال» نامیده می‌شوند.

## عملکرد
گروهی از پروتئین‌های انتگرال به عنوان پروتئین‌های حامل برای انتقال دادن موادی عمل می‌کنند که در جهتی خلاف جهت انتشار طبیعی آنها انتقال می‌دهند که «انتقال فعال» نامیده می‌شوند. معروفترین نمونه پمپ سدیم پتاسیم در غشای سلول است که با مصرف آدنوزین تری فسفات یا (ATP) سدیم را به خارج از سلول و پتاسیم را به داخل سلول می‌فرستد هرچند غلظت سدیم در داخل سلول کمتر از مایع خارج سلولی است.
از دیگر نمونه‌های این پمپ‌ها به پمپ هم‌انتقالی سدیم/کلر؛ پمپ مبادله سدیم/کلسیم و پمپ کلسیمی غشای سلول می‌توان اشاره کرد.

ای‌تی‌پی‌ایز سدیم/پتاسیم